# Aeluropsis annectens
Aeluropsis annectens és una espècie extinta de mamífer carnívor de la família dels fèlids que visqué al sud d'Àsia durant el Miocè superior. Se n'han trobat restes fòssils al Panjab (Índia). Es tracta de l'única espècie del gènere Aeluropsis. Tenia les dents premolars dotades de corones baixes, el talònid de la primera dent molar inferior (m1) reduït i la mandíbula relativament grossa. El nom genèric Aeluropsis significa ‘[animal] amb aspecte de gat’, mentre que el nom específic annectens significa ‘que connecta’ en llatí.